# シアン化物
シアン化物（シアンかぶつ、英: cyanide）とは、シアン化物イオン (CN−
) をアニオンとして持つ塩を指す呼称。シアン化合物（シアンかごうぶつ）、青酸化合物（せいさんかごうぶつ）、青酸塩（せいさんえん）、青化物（せいかぶつ）とも呼ばれる。代表例としてはシアン化ナトリウム (NaCN)、シアン化カリウム (KCN) など。
広義には、配位子としてシアン (CN−
) を持つ錯体（例: フェリシアン化カリウム、K
3[Fe(CN)
6]）、シアノ基が共有結合で結びついた無機化合物（例: シアノ水素化ホウ素ナトリウム、NaBH3CN）もシアン化物に含まれる。
それぞれの化合物の化学的性質は、シアン化物イオンやシアノ基が他の部分とどのように結びついているかにより大きく異なる。
有機化合物のうちニトリル類（例: アセトニトリル、別名: シアン化メチル、CH3CN）は「シアン化～」と呼ばれることがあるが、性質は大きく異なる。
シアン化合物は、一般に人体に有毒であり、ごく少量で死に至る。このことから、しばしば、シアン化合物による中毒死を目的として、毒殺や自殺に利用されてきた経緯がある。

## 存在
シアン化物はある種のバクテリア、菌類、藻類によってつくられ、食物や植物の中にはシアン化物を含むものがある。例えばリンゴの種やアーモンドに微量ではあるが含まれている。植物でシアノ基は、糖質分子に結合したシアン配糖体として存在し（例: アミグダリン）、草食動物に対する防御としてはたらいている。熱帯で食用とされるキャッサバの根はシアン配糖体を含んでいる。
鉄ヒドロゲナーゼやニッケル・鉄ヒドロゲナーゼは、活性部位の金属クラスター上にシアノ配位子を持つ。ニッケル・鉄ヒドロゲナーゼの生合成においては、カルバモイルリン酸からシステインのチオシアン酸エステルを介してシアン化物イオンがつくられる。
シアン化水素は燃焼により生じる。内燃機関や喫煙における燃焼や、アクリル繊維などアクリロニトリルを原料とする高分子が燃えるとシアン化水素が発生する。

## 用途

### 有機合成
シアン化カリウム、シアン化ナトリウムは、シアン化物イオンの源として有機合成で用いられる。シアン化物イオンは求核剤としての性質を持ち、適当な炭素求電子剤に置換、あるいは付加して対応するニトリルを与える。
ハロゲン化アルキルとの求核置換反応
{\displaystyle {\ce {R-X\ + KCN -> R-CN\ + KX (R = alkyl)}}}
ハロゲン化アリールを芳香族ニトリルとするためには、遷移金属化合物を利用する。シアン化銅を用いる古典的な手法は Rosenmund-von Braun 合成と呼ばれる。
{\displaystyle {\ce {Ar-X\ +CuCN\ +{\mathit {heat}}->Ar-CN\ +CuX}}}
ザンドマイヤー反応も、シアン化銅を求核剤とすることができる。
{\displaystyle {\ce {Ar-N2^+\ + CuCN\ + KCN -> Ar-CN\ + N2}}}
カルボン酸ハロゲン化物とシアン化物が作用すると、シアン化アシルが得られる。
{\displaystyle {\ce {RC(=O)-Cl\ + CuCN -> RC(=O)-CN\ + CuCl}}}
アルデヒドやケトンにシアン化物イオンが付加するとシアノヒドリンを与える。さらにアンモニアを共存させておくと、イミンへの付加により α-アミノニトリルが得られ、これはストレッカー合成におけるアミノ酸へ向けた中間体となっている。これらの詳細は項目: シアノヒドリン、ストレッカー合成 を参照のこと。
{\displaystyle {\ce {RCHO\ +\ {}^-CN -> R(NC)CH2O^-}}}
これらの反応は基質から炭素が1個増える増炭反応である。導入されるシアノ基はカルボン酸やアミン、アルデヒドなどへ容易に変換可能であることも特長となっている。シアン化水素やシアン化トリメチルシリルを用いることもある。

シアン化カリウムはベンゾイン縮合において触媒として用いられる。
{\displaystyle {\ce {2ArCHO\ + KCN}}}{\displaystyle (cat.)}{\displaystyle {\ce {-> ArCH(OH)C(=O)Ar}}}
ガッターマン反応では、シアン化亜鉛と塩化水素により芳香環が求電子的にホルミル化される。
{\displaystyle {\ce {ArH\ +Zn(CN)2\ +HCl->Ar-CH=NH2^{+}\cdot Cl^{-}\ }}}（加水分解）{\displaystyle {\ce {-> Ar-CHO}}}

## 人体への影響
青酸中毒死は、工業用に使用されている関係上、男性に多く、自殺の手段として使用されることも多い。水に溶けやすく、メッキ工場のシアンを含む排水の放流によって、魚が死んで浮くこともある。人体に対しても猛毒で現れる中毒作用として、消化管粘膜の腐食、血液に対する作用、酵素活性の阻害、呼吸中枢を冒すなどがあげられる。症状としては、吸入、内服後、数秒～1分程度で、失神、痙攣、呼吸麻痺が生じ、死亡する。
個別の化合物についての例は次の各説明を参照のこと。
- シアン化水素が持つ毒性
- シアン化カリウム（青酸カリ）が持つ毒性
- シアン化ナトリウムが持つ毒性
- アクリロニトリルが持つ性質

## シアン化合物の解毒剤
塩類の摂取による中毒は、シアン化水素ガスの吸入によるものに対し進行が遅く、救命できる可能性が高い。
まず医療機関に連絡する。シアンによる中毒であることを忘れずに伝える。救助者が患者の呼気を吸わないように対策を行ってから開始する。当然、マウストゥマウスの人工呼吸は厳禁。摂取量が少なく、患者に意識があるなら、吐かせて胃洗浄を繰り返す。
シアン化合物の解毒剤としては、亜硝酸化合物のうち亜硝酸アミルが気化しやすいことを利用して吸い込ませる方法が主にとられる。救急処置として亜硝酸アミルが選ばれるのは、医療資格を必要とする注射の必要がないからである。酸素吸入と亜硝酸アミルの吸入（15秒嗅がせ、15秒空気または酸素を吸入させる措置を、5回繰り返す）を行う（シアン化合物を扱う事業所では、小型酸素吸入器と亜硝酸アミルの試薬を用意しておくべきかもしれない）。解毒のメカニズムとしては、亜硝酸アミルがヘモグロビンのヘム鉄のFe2+を酸化させてFe3+のメトヘモグロビンとなり、さらにシアンがメトヘモグロビンのFe3+と配位結合しシアンメトヘモグロビンとなることによって、動物ミトコンドリアの酸化型のシトクロム酸化酵素複合体(COX)のFe3+へのシアンの配位結合を防いで無毒化される。さらに、シアンメトヘモグロビンから徐々に解離するシアンと別に投与したチオ硫酸ナトリウムが結合してチオシアン酸になる。
他に医療の分野ではシアン化物（青酸カリなど）中毒の解毒剤としてシアンを一旦メトヘモグロビンに結合させ徐々に解毒するために、チオ硫酸ナトリウム水溶液の連続静脈注射と亜硝酸化合物を併用する。この際、チオ硫酸ナトリウムはシアン化物をチオシアン化物へ変化させる。チオシアン酸も毒性を持つがシアンよりも弱い。亜硝酸塩は血液中のヘモグロビンと反応してメトヘモグロビンとなる。メトヘモグロビンはヘム鉄やチトクロームの鉄よりもシアンと強く結合するのでシアンの中毒症状の発現を遅らせる働きがある。

## 鉱物の存在
鉱物としてシアン化物が存在するのは非常に珍しい。ヨアネウム石 (Joanneumite・Cu(C3N3O3H2)2(NH3)2) が、知られている唯一のシアン化物の化学組成を持つ鉱物である。